# Callopistria unica
Callopistria unica är en fjärilsart som beskrevs av François Louis Nompar de Caumont de Laporte 1973. Callopistria unica ingår i släktet Callopistria och familjen nattflyn. Inga underarter finns listade i Catalogue of Life.